# Krumpestar
Krumpestar je priimek več znanih Slovencev:
- Matevž Krumpestar (*1977), lokostrelec